# Aulographaceae
Aulographaceae is een familie van schimmels uit de orde Asterinales. 
Het bestaat uit de volgende drie geslachten:
- Aulographum
- Polyclypeolina
- Thyriopsis